# Surfer Girl
《Surfer Girl》은 미국의 록 밴드 비치 보이스의 세 번째 스튜디오 음반이다. 1963년 9월 16일, 캐피틀 레코드에 의해 발매되었고, 56주 동안 미국에서 7위에 올랐다. 영국에서 이 음반은 1967년 봄에 발매되었고 13위에 도달했다. 이 음반은 비치 보이스의 첫 번째 음반으로 브라이언 윌슨이 향후 몇 년 동안 유지할 수 있는 직책인 완전한 생산 공로를 인정받았다.
2017년 《Surfer Girl》은 《피치포크》가 선정한 1960년대 베스트 음반 193위에 올랐다.

## 커버 아트
《Surfer Girl》의 앞면 커버에는 데니스 윌슨, 데이비드 마크스, 칼 윌슨, 마이크 러브, 브라이언 윌슨이 음반 데뷔작 《Surfin' Safari》의 커버를 제작한 1962년 화보에서 서핑보드를 들고 있다. 이 사진은 말리부 북쪽에 있는 파라다이스 코브에서 국회의사당 사진작가 케네스 베더가 찍은 것이다. 비치 보이스 스포츠 매칭은 그들의 《Surfer Girl》 음반의 커버에 파란색 플래드 펜들턴 울렌 밀스 셔츠를 매치한다. 현재 "보드 셔츠"라고 불리는 이 스타일은 여전히 베스트셀러다.

## 평가
| 전문가 평가                   | 전문가 평가 |
| 평가 점수                     | 평가 점수   |
| 출처                          | 점수        |
| ----------------------------- | ----------- |
| AllMusic                      | [ 3 ]       |
| Blender                       | [ 4 ]       |
| Encyclopedia of Popular Music | [ 5 ]       |
| Rolling Stone                 |             |
| The Rolling Stone Album Guide | [ 6 ]       |

《Surfer Girl》은 미국 (골드)에서 7위를 기록했고, 후에 영국에서 13위를 기록했다.

## 라이브 퍼포먼스
이 음반의 곡의 절반은 다양한 주파수의 솔로 가수로 비치 보이스나 브라이언 윌슨에 의해 라이브로 공연되었다.

## 곡 목록
| #  | 제목                                         | 작사·작곡                                | 리드 보컬     | 재생 시간 |
| -- | -------------------------------------------- | ---------------------------------------- | ------------- | --------- |
| 1. | 〈Surfer Girl〉                              | 브라이언 윌슨                            | B. 윌슨       | 2:26      |
| 2. | 〈Catch a Wave〉                             | B. 윌슨, 마이크 러브                     | 러브, B. 윌슨 | 2:07      |
| 3. | 〈The Surfer Moon〉                          | B. 윌슨                                  | B. 윌슨       | 2:11      |
| 4. | 〈South Bay Surfer (The Old Folks at Home)〉 | 스티븐 포스터, B. 윌슨, 칼 윌슨, 앨 자딘 | 러브, B. 윌슨 | 1:45      |
| 5. | 〈The Rocking Surfer〉                       | 민요 (B. 윌슨에 의해 편곡)               | 기악          | 2:00      |
| 6. | 〈Little Deuce Coupe〉                       | B. 윌슨, 로저 크리스천                   | 러브          | 1:38      |

| #  | 제목                  | 작사·작곡                  | 리드 보컬         | 재생 시간 |
| -- | --------------------- | -------------------------- | ----------------- | --------- |
| 1. | 〈In My Room〉        | B. 윌슨, 게리 어셔         | B. 윌슨           | 2:11      |
| 2. | 〈Hawaii〉            | B. 윌슨, 러브              | 러브, B. 윌슨     | 1:59      |
| 3. | 〈Surfer′s Rule〉     | B. 윌슨, 러브              | 데니스 윌슨, 러브 | 1:54      |
| 4. | 〈Our Car Club〉      | B. 윌슨, 러브              | 러브, B. 윌슨     | 2:22      |
| 5. | 〈Your Summer Dream〉 | B. 윌슨, 밥 노버그         | B. 윌슨           | 2:27      |
| 6. | 〈Boogie Woodie〉     | 민요 (B. 윌슨에 의해 편곡) | 기악              | 1:56      |